# Ninedena

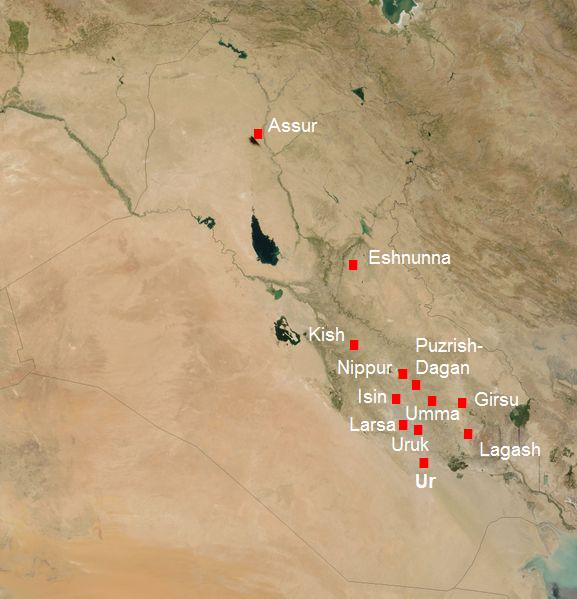
Mesopotamische Städte

Ninedena (sumerisch dNin-eden, dNin-eden-na, dNIN-EDEN, dGAŠAN-EDEN; akkadisch Bēlet-sēri; babylonisch Bēlet-ekallim) ist als sumerische Göttin in den Götterlisten von Šuruppak als „Herrin der Steppe“ belegt. In dieser Zeit fungierte Ninedena als auch als „Schreiberin der Unterwelt“ und „Katasterleiterin“. 
In altbabylonischer Zeit (2000–1600 v. Chr.) ist noch keine Verschmelzung mit Geštinanna als Göttin der himmlischen Weinreben festzustellen. Erst später gilt sie als Schwester des Dumuzi. Nin-edena führte außerdem als Herrin des großen Hauses/Palastherrin den Funktionstitel Ninegal.